# عبدالواحد (بازیکن هاکی روی چمن)
عبدالواحد (انگلیسی: Abdul Waheed؛ زادهٔ ۳۰ نوامبر ۱۹۳۶) بازیکن هاکی روی چمن اهل پاکستان است.